# Ne l'appelez pas Dimon
Pour plus de détails, voir Fiche technique et Distribution.
Ne l'appelez pas Dimon (en russe : Он вам не Димон, On vam ne Dimon) est un documentaire traitant des affaires de corruption liées au président du gouvernement de la fédération de Russie Dmitri Medvedev sorti en 2017 produit et présenté par l'avocat et candidat déclaré à la présidentielle russe de 2018 Alexeï Navalny. Selon le film, Dmitri Medvedev aurait détourné au total environ 1,2 milliard de dollars américains. Le film aurait été visionné 33 millions de fois en janvier 2020.

## Origine du titre
Le titre du film fait référence à une interview avec l'attachée de presse de Dmitri Medvedev lorsqu'elle a demandé aux médias ne pas appeler ce dernier par le nom de « Dimon » qui est un diminutif de Dmitri en russe, jugé trop familier.

## Contenu

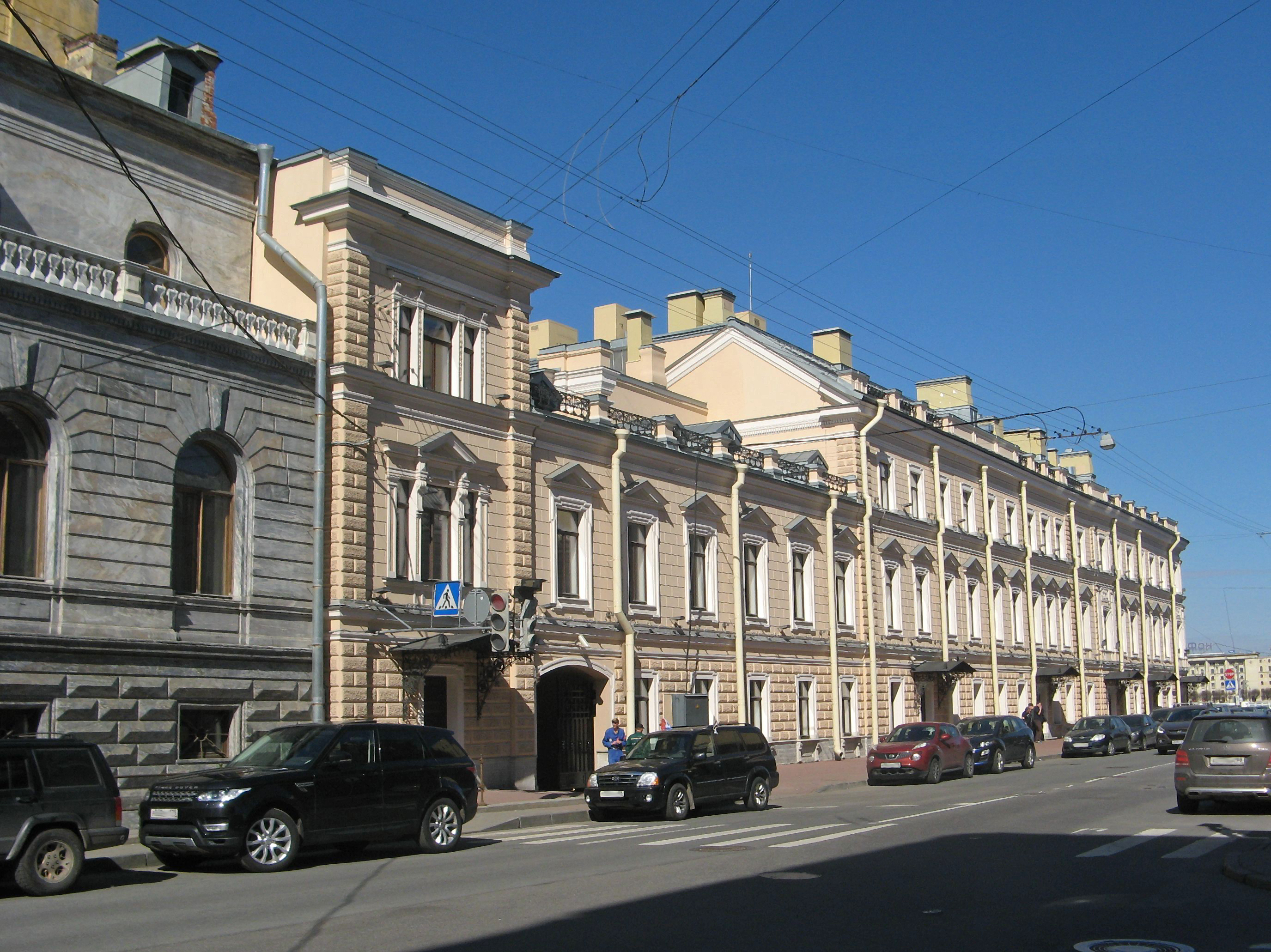
Maison Koshelev-Bezborodkoo à Saint Petersbourg, au 1 rue Gagarinskaya.

Le film se compose de dix chapitres :
- Chapitre 1. Comment les chaussures de Medvedev ont permis d'identifier l'achat de propriétés par des entreprises sous le contrôle de ses amis.
- Chapitre 2. Comment l'oligarque Alicher Ousmanov a donné un manoir en cadeau à Medvedev.
- Chapitre 3. Comment Medvedev a acquis un domaine secret en montagne.
- Chapitre 4. Comment Medvedev a construit une propriété dans le village de son grand-père et acquis une entreprise agricole.
- Chapitre 5. Comment Medvedev s'est lancé dans la production viticole et a influencé la politique de l'État dans ce domaine.
- Chapitre 6. Comment la fondation 'DAR' a acquis des logements à un milliard de roubles.
- Chapitre 7. D'où provient l'argent
- Chapitre 8. Comment les deux yachts de Medvedev se sont retrouvés offshore
- Chapitre  9. Comment Medvedev a acquis des vignobles et un château en Toscane (Italie)
- Chapitre 10. Moralité et conclusions

Tous les chapitres ont été publiés sur le site web de FBK.

## Réception et réactions
Le documentaire rencontre un large écho : il est commenté dans la presse russe,,, britannique,, américaine,, allemande, néerlandaise, ou encore finlandaise.
Il y a eu des manifestations (ru) dans plusieurs villes de Russie le 26 mars 2017.
Le documentaire est vu comme un élément clef du déclin de la carrière politique de Dmitri Medvedev.